# Паняряйський тунель
54°37′55″ пн. ш. 25°11′36″ сх. д. / 54.63186° пн. ш. 25.19341° сх. д.
Паняряйський залізничний тунель (лит. Panerių geležinkelio tunelis) — один з двох залізничних тунелів Литви. Був прокладений під одним з горбів на території передмістя Вільнюса — Аукштеї-Панеряй. Висота тунелю становить 6,4 м, ширина — 8 м, довжина — 427 м.

## Історія
Будівництво Паняряйського залізничного тунелю було розпочато в 1859 році за вказівкою Олександра II як частина залізничної лінії Санкт-Петербург—Варшава. Приблизно в той же час почалося будівництво Каунаського залізничного тунелю (лит. Kauno geležinkelio tunelis).

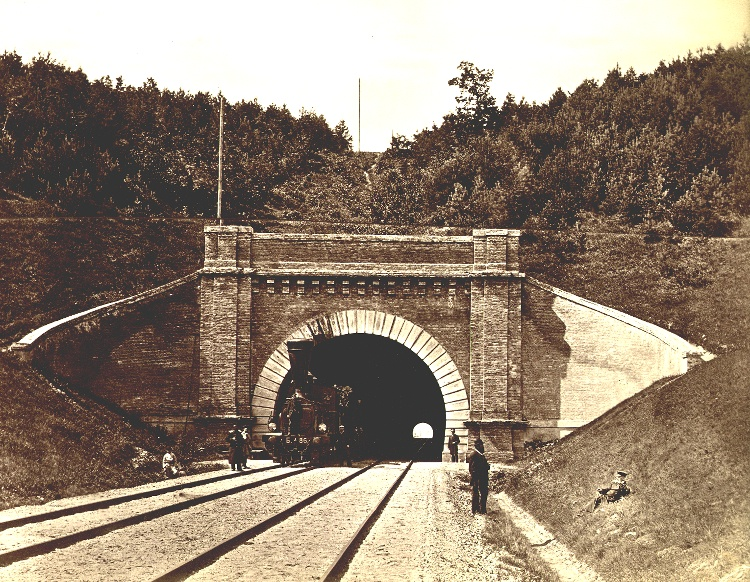
Паняряйський тунель у 1870-ті роки

Проектування та керівництво будівельних робіт тунелю виконувалося німецькими та французькими інженерами. Робітники були набрані в основному з околиць Вільнюса. Всі роботи виконувалися вручну, тому умови праці були дуже важкими, при цьому кожен робітник отримував в місяць близько трьох рублів. Всі підривні роботи велися з використанням пороху, так як динаміт у той час ще не був відкритий, що ще більше знижувало швидкість і ефективність робіт.
Споруда тунелю була завершена через два роки, в 1861 році. Після відкриття, Паняряйський залізничний тунель (а також відкритий приблизно водночас Каунаський залізничний тунель) став не тільки першим діючим залізничним тунелем у Литві та Російської імперії, але також одним з перших в Європі.
До початку Другої світової війни вартість утримання тунелю істотно зросла. Незважаючи на, це німецькими силами було проведено зміцнення тунелю. Але наприкінці війни, під час відступу німецьких військ, тунель, поряд з іншими об'єктами місцевої інфраструктури, був підірваний.
Після війни тунель продовжував використовуватися до початку 1960-х років, коли була побудована лінія в обхід пагорба. У 2004 році тунель був замурований з метою захистити місцеву популяцію рідкісних видів кажанів, велика частина якої живе в тунелі